# Sandmännchen
Sandmännchen (en alemany, homenet de sorra i a vegades abreujat com Sandmann) és una serie infantil alemanya basada en el personatge de Sandmann. Entre 1959 a 1989 varen existir versions tant per la República Democràtica Alemanya (RDA) emesa per la DFF sota el nom de Unser Sandmännchen com també per la SFB (ARD) a la República Federal d'Alemanya sota el títol de Sandmännchen.
Des de la reunificació alemanya, la RBB va continuar la producció de Unser Sandmännchen i actualment s'emet poc abans de les 7 del vespre pels canals regionals RBB i MDR i l'infantil KiKA. A moltes llars alemanyes veure aquest programa s'ha convertit en un ritual per a que els nens vagin a dormir.

## Història
Previ a la versió televisiva, Ilse Obrig ja havia realitzat Abendlied, un programa de ràdio de contes per anar a dormir a l'emissora Berliner Rundfunkde ràdio d'Alemanya Oriental i el 19 de maig de 1956 es va començar a emetre una versió a la Rundfunk der DDR.
Ilse Obrig, després de traslladar-se a la part occidental, va tenir la idea de fer una versió televisiva i la SFB va començar a preparar el programa. Junt amb l'autora i dissenyadora de ninots Johanne Schüppel, va dissenyar la figura i va traçar l'estructura de la serie.
Quan la televisió oriental es va assabentar, varen copiar la idea i en poc temps varen encarregar a l'escenògraf i dissenyador de vestuari Gerhard Behrendt realitzar en només dues setmanes la figura desitjada de Sandmann en animació de stop-motion.
Finalment, a Alemanya Oriental van aconseguir llançar el Sandmännchens Gruß für Kinder (Salutació del Sandmännchen per als nens) el 22 de novembre de 1959, nou dies abans que a Alemanya Occidental (1 de Desembre).
No va ser fins l'estiu de 1960 quan la figura de Sandman va adquirir la seva forma definitiva, amb 24 cm de mida, una gorra punxeguda i la seva característica llarga i punxeguda barba. L'aparença del Sandmännchen s'assembla a la d'una adaptació cinematogràfica de 1940 del nan belluguet, tot i que la referències no està provada i, fins i tot, l'origen de la figura és desconegut.
Les dues versions del mateix programa es van emetre fins a la reunificació alemanya a l'any 1990. Un cop el primer canal de la DFF va començar a emetre Das Erste, la versió oriental va passar al segon canal (reanomenat "DFF Länderkette") i amb reemissió a la desconnexió regional de Das Erste. Durant aquest temps es va rumorejar en que volien reduir costos o inclòs la seva cancel·lació. El 14 d'octubre de 1990 no es va emetre a causa de les primeres eleccions als nous estats federals i això va provocar una onada de protestes contra Rudolf Mühlfenzl, comissari de les noves cadenes, qui va aclarir la continuació del programa. Des de l'any 1991 una versió comuna amb les característiques de la versió oriental s'emet als canals regionals RBB i MDR, mentre que des de l'1 de gener de 1997 s'emet pel canal infantil KiKA per a tota Alemanya.

## Estructura i Realització
Com a marc, cada episodi comença amb una salutació del Sandmännchen que relata la història als nens. Després de la història el Sandmännchen apareix de nou i envia als nens al llit, utilitzant la seva sorra màgica i cantant una nana.